# В поте лица

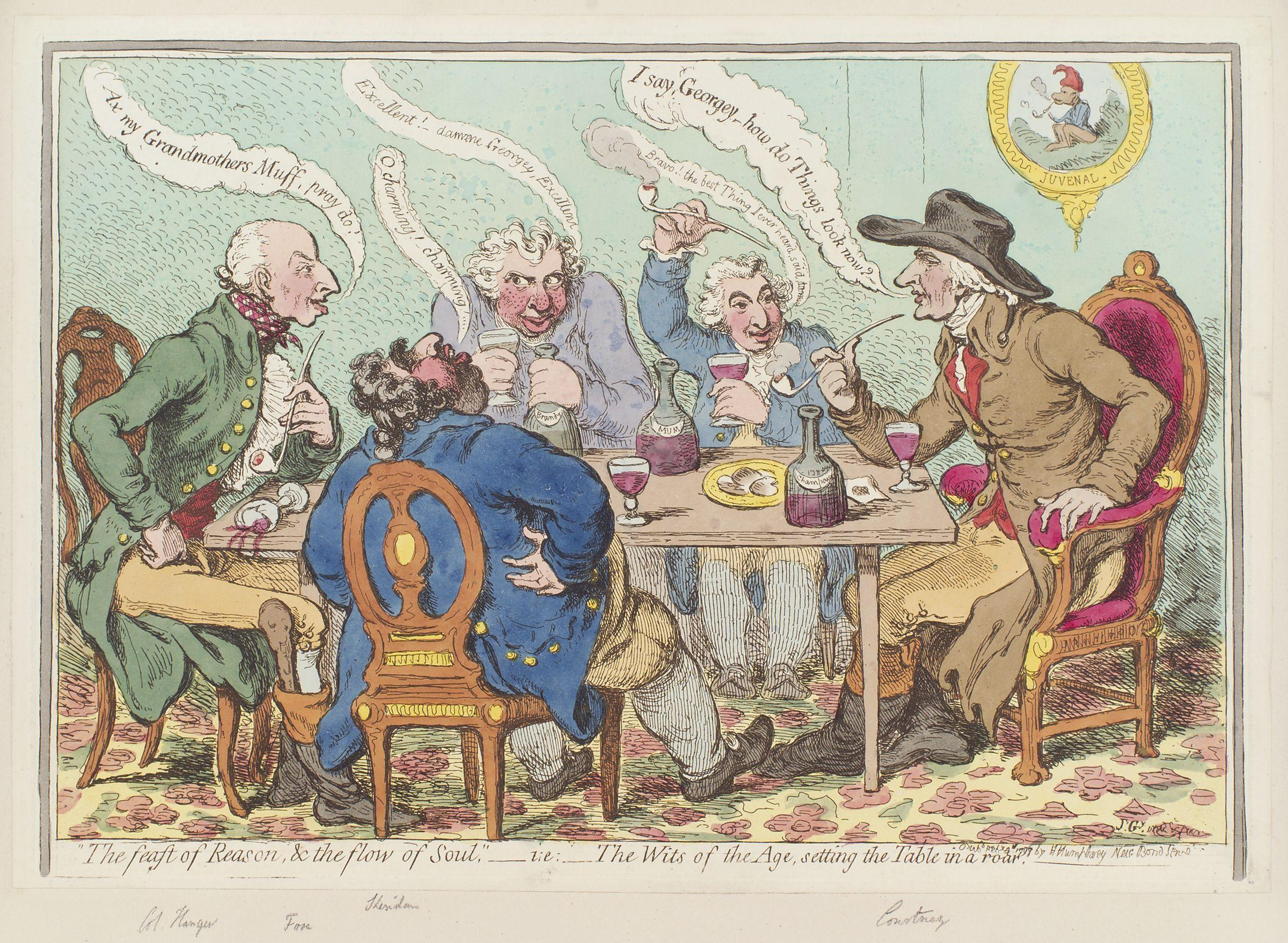
Джеймс Гилрей — художник, умерший в 1815 году. Его работы находятся в общественном достоянии во всем мире. Однако из-за доктрины «в поте лица» новые авторские права могут быть получены через механическую репродукцию картин, из-за мастерства и труда, участвующих в размножении копий.

В поте лица (англ. Sweat of the brow) — это правовая доктрина интеллектуальной собственности, в основном затрагивающая авторское право. Согласно этой доктрине, автор получает авторские права на свою не оригинальную работу благодаря усердию во время её создания. Примером может служить база данных, каталог или телефонный справочник. Существенного творческого подхода или оригинальности при создании подобного рода работ не требуется.
Учитывая доктрину «в поте лица», создатель авторской работы, даже если она полностью неоригинальна, имеет право на защиту своих усилий и затрат, и никто другой не может использовать такую работу без разрешения. Классическим примером является телефонный справочник. По закону такой каталог не может быть скопирован, вместо этого, создатель нового справочника должен самостоятельно собирать информацию. То же правило обычно применяется к базам данных и спискам фактов.
В гражданском праве традиционно использовалось подобное, но не идентичное понятие, droit d’auteur. Право Европейского союза стремится к гармонизации защиты интеллектуальной собственности во всех государствах-членах ЕС и, таким образом, доктрина приобретает большее влияние во многих европейских государствах. В Директиве о базах данных 96/9/EC государства-члены ЕС обязаны обеспечивать защиту базам данных, то есть тому виду работы, который не предполагает творчества, но являются следствием значительных инвестиций (финансовых, рабочих и временных затрат).

## Этимология
Традиционная английская идиома «sweat of one’s brow» означает затраченные на труд усилия, благодаря которым создаётся стоимость. Фраза используется в английском переводе Бытия 3:19. Правовая доктрина получила своё название от этой идиомы.

## По странам

### Авторское право США
Соединённые Штаты отвергли эту доктрину в судебном слушании 1991 года в Верховном суде США по делу Feist Publications против Rural Telephone Service.
После этого судебного случая, простые списки фактической информации не считаются оригинальными произведениями и, таким образом, не защищены авторским правом, независимо от того, сколько работы было затрачено для их создания. Организация и подача списка может быть оригинальной, но только если это не «просто и очевидно», как, например, список в алфавитном или хронологическом порядке.

### Авторское право Великобритании
В британском Законе об авторском праве, промышленных образцах и патентах 1988 года для защиты авторским правом работе необходимо быть оригинальной. Тем не менее, суды не приняли буквальное прочтение этого требования. Уже более ста лет британские суды считали, что для охраны произведения достаточно значительных трудовых затрат.
Тем не менее, в марте 2012 года в Европейский суд было передано дело, в котором компания Football DataCo обвинила в нарушении авторских прав веб-сайты, воспроизводящие графики матчей нескольких крупных футбольных лиг. Football DataCo утверждали, что эти графики были защищены авторским правом из-за мастерства и труда, затраченного при их подготовке, также компания получила эксклюзивные права на их лицензированное воспроизводство. Основываясь на своей трактовке британского закона, суд отклонил идею, что рабочей силы и умения было достаточно для предоставления защиты этой работе.
В уведомлении об авторских правах на «цифровые изображения, фотографии и интернет» последний раз обновлённом в ноябре 2015 года в британском Ведомстве интеллектуальной собственности подтвердили, что цифровые репродукции изображений в общественном достоянии не защищены авторским правом, утверждая, что "в соответствии с Судом Европейского союза, который вступает в силу в законодательстве Великобритании, авторское право может существовать только в предмете, являющимся оригинальным в том смысле, что он является «интеллектуальным творчеством» автора. Учитывая этот критерий, представляется маловероятным, что просто отредактированный и оцифрованный образ старой работы можно рассматривать как «оригинал».

### Авторское право Израиля
Израильское законодательство требует, чтобы работы показывали определённую степень оригинальности для того, чтобы быть защищаемыми авторским правом. Иными словами, израильский закон не использует доктрину «в поте лица». Тем не менее, порог оригинальности для Израиля минимален и подобные работы могут быть признаны объектами авторского права.